# Братан (село)
Братан (болг. Братан) — село в Болгарии.
Находится в Сливенской области, входит в общину Котел. Население составляет 25 человек.

## Политическая ситуация
Братан подчиняется непосредственно общине и не имеет своего кмета.
Кмет (мэр) общины Котел — Христо Русев Киров (коалиция партий: национальное движение «Симеон Второй» (НДСВ) и Движение «За права и свободы» (ДПС)) по результатам выборов.